# Чемпіонат Туру WTA 2013, парний розряд
Змагання в парному розряді на Чемпіонаті Туру WTA 2013 - жіночий тенісний турнір, що проходив у рамках Туру WTA 2013.
Марія Кириленко і Надія Петрова були чинними чемпіонками. Цього разу Петрова кваліфікувалася в парі з Катариною Среботнік. У півфіналі вони поступилися Сє Шувей і Пен Шуай.
Пен Шуай і Сє Шувей здобули титул, у фіналі перемігши пару Олена Весніна і Катерина Макарова з рахунком 6-4, 7-5.

## Учасниці
| 1. Сара Еррані / Роберта Вінчі (півфінал) 2. Пен Шуай / Сє Шувей (чемпіонки) | 1. Катарина Среботнік / Надія Петрова (півфінал) 2. Олена Весніна / Катерина Макарова (фінал) |

## Основна сітка

### Легенда
| - Q = Кваліфаєр - WC = Вайлд-кард - LL = Щасливий лузер | - Alt = Заміна - SE = Виняток - PR = Захищений рейтинг | - w/o = Без гри - r = Зняття - d = Присуджено перемогу |

### Фінальна частина
|  | Півфінали | Півфінали                       | Півфінали         | Півфінали | Півфінали |                                  |    | Фінал                           | Фінал | Фінал | Фінал | Фінал |
|  |           |                                 |                   |           |           |                                  |    |                                 |       |       |       |       |
|  | 1         | Сара Еррані Роберта Вінчі       | 6                 | 5         | [3]       |                                  |    |                                 |       |       |       |       |
|  | 4         | Олена Весніна Катерина Макарова | 4                 | 7         | [10]      |                                  |    |                                 |       |       |       |       |
|  | 4         | Олена Весніна Катерина Макарова | 4                 | 7         | [10]      |                                  | 4  | Олена Весніна Катерина Макарова | 4     | 5     |       |       |
|  |           |                                 |                   |           |           |                                  | 4  | Олена Весніна Катерина Макарова | 4     | 5     |       |       |
|  |           | 2                               | Пен Шуай Сє Шувей | 6         | 7         |                                  |    |                                 |       |       |       |       |
|  | 3         | 2                               | Пен Шуай Сє Шувей | 6         | 7         | Катарина Среботнік Надія Петрова | 65 | 2                               |       |       |       |       |
|  | 3         |                                 |                   |           |           | Катарина Среботнік Надія Петрова | 65 | 2                               |       |       |       |       |
|  | 2         | Пен Шуай Сє Шувей               | 7                 | 6         |           |                                  |    |                                 |       |       |       |       |